# Cuarteto de cuerda n.º 2 (Mozart)

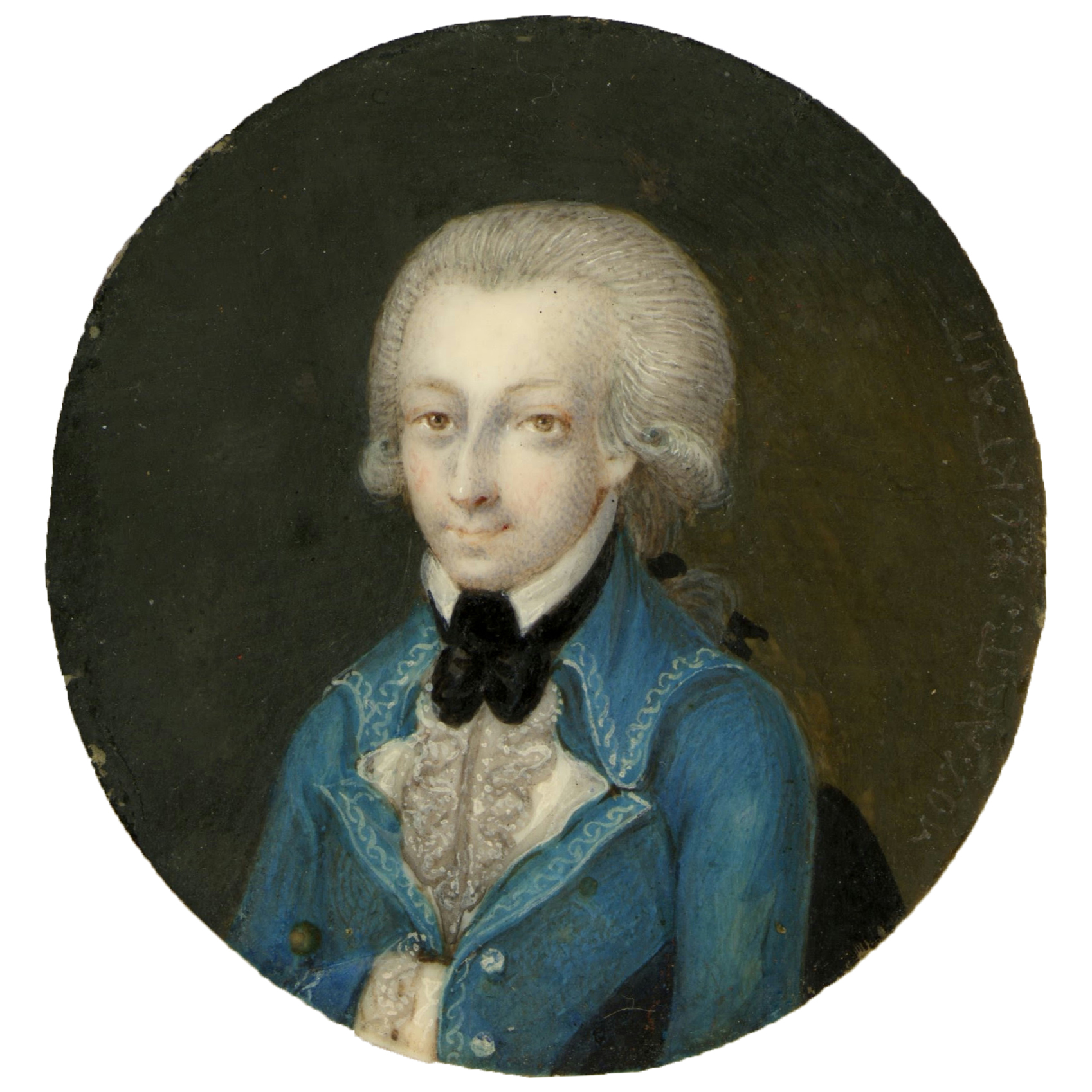
Retrato de Wolfgang Amadeus Mozart en 1773 por Martin Knoller

El Cuarteto de cuerda n.º 2 en re mayor, K. 155/134a fue escrito por Wolfgang Amadeus Mozart en otoño de 1772, en Bolzano (Italia). Se trata del primero de una serie de seis cuartetos, conocidos como Cuartetos milaneses, ya que fueron compuestos en Milán, mientras Mozart estaba trabajando en su ópera Lucio Silla.

## Estructura
Consta de tres movimientos:
1. Allegro.
2. Andante.
3. Molto allegro.